# Sylvania (Pensilvania)
Sylvania es un borough ubicado en el condado de Bradford en el estado estadounidense de Pensilvania. En el año 2000 tenía una población de 200 habitantes y una densidad poblacional de 124 personas por km².

## Geografía
Sylvania se encuentra ubicado en las coordenadas 41°48′20″N 76°51′19″O / 41.80556, -76.85528.

## Demografía
Según la Oficina del Censo en 2007 los ingresos medios por hogar en la localidad eran de $35,000 y los ingresos medios por familia eran $41,750. Los hombres tenían unos ingresos medios de $27,083 frente a los $20,179 para las mujeres. La renta per cápita para la localidad era de $15,181. Alrededor del 11.8% de la población estaba por debajo del umbral de pobreza.